# Jennifer Evans-van der Harten
Jennifer Evans-van der Harten (Mijdrecht, Utrecht, 20 de febrero de 1980) es una artista musical, compositora y cantante neerlandesa. Es la cantante y principal compositora de las canciones del grupo Omnia. Está casada con Steve Evans-van der Harten, cantante del mismo grupo.

## Discografía
- 2001: Beltaine.